# Waterkruipers
De waterkruipers (Hydraenidae) zijn een familie van kevers uit de superfamilie Staphylinoidea.

## Onderfamilies en tribus
De familie is als volgt onderverdeeld:
- Onderfamilie Orchymontiinae Perkins, 1997
- Onderfamilie Prosthetopinae Perkins, 1994
  - Tribus Coelometoponini Perkins, 2005
  - Tribus Nucleotopini Perkins, 1994
  - Tribus Parasthetopini Perkins, 1994
  - Tribus Prosthetopini Perkins, 1994
  - Tribus Protosthetopini Perkins, 1994
  - Tribus Pterosthetopini Perkins, 1994
- Onderfamilie Hydraeninae Mulsant, 1844
  - Tribus Hydraenidini Perkins, 1980
  - Tribus Hydraenini Mulsant, 1844
  - Tribus Limnebiini Mulsant, 1844
  - Tribus Madagastrini Perkins, 1997
  - Tribus Parhydraenini Perkins, 1997
- Onderfamilie Ochthebiinae Thomson, 1859
  - Tribus Ochthebiini Thomson, 1859
    - Subtribus Enicocerina Perkins, 1997
    - Subtribus Meropathina Perkins, 1997
    - Subtribus Neochthebiina Perkins, 1997
    - Subtribus Ochthebiina Thomson, 1859
    - Subtribus Protochthebiina Perkins, 1997

  - Tribus Ochtheosini Perkins, 1997